# Oryctopus prodigiosus
Oryctopus prodigiosus is een rechtvleugelig insect uit de familie Stenopelmatidae. De wetenschappelijke naam van deze soort is voor het eerst geldig gepubliceerd in 1900 door Bolívar.